# Павленковский сельский совет (Лебединский район)
Павленковский сельский совет (укр. Павленківська сільська рада) — входит в состав
Лебединского района
Сумской области
Украины.
Административный центр сельского совета находится в 
с. Павленково
.

## Населённые пункты совета
- с. Павленково
- с. Бойки
- с. Букаты
- с. Дегтяри
- с. Мартынцы
- с. Марусенково
- с. Слобода